# Fotella olivia
Fotella olivia är en fjärilsart som beskrevs av Barnes och Mcdunnough 1912. Fotella olivia ingår i släktet Fotella och familjen nattflyn. Inga underarter finns listade i Catalogue of Life.